# Гнездилов Федір Семенович
Фе́дір Семе́нович Гнезди́лов (рос. Фёдор Семёнович Гнездилов; 1912 — ?) — радянський військовик часів Другої світової війни, генерал-майор авіації.

## Життєпис
Народився в селі Велике Жирово, нині Фатезького району Курської області Росії, в селянській родині. Росіянин.
До лав РСЧА вступив у 1930 році. У 1935 році закінчив Оренбурзьку військову авіаційну школу льотчиків і льотчиків-спостерігачів. Проходив військову службу в бомбардувальній авіації, літав на бомбардувальниках ТБ-3 та ДБ-3ф. Член ВКП(б) з 1939 року. Восени 1940 року закінчив авіаційне відділення Вищої школи штабної служби при Військовій академії імені М. В. Фрунзе. Направлений до 168-го винищувального авіаційного полку на посаду заступника начальника штабу полку.
Учасник німецько-радянської війни: з червня 1941 року — начальник штабу 168-го винищувального авіаційного полку, з грудня 1943 року — 18-го гвардійського винищувального авіаційного полку. Воював на Південному, Західному та 3-му Білоруському фронтах.
У повоєнний час продовжив військову службу. У 1955 році закінчив Військову академію Генерального штабу імені К. Є. Ворошилова.

## Нагороди
Нагороджений орденами Леніна, Червоного Прапора, Суворова 3-го ступеня (22.04.1945), двома орденами Вітчизняної війни 1-го (28.10.1944, 11.03.1985) та 2-го (29.07.1943) ступенів, двома орденами Червоної Зірки (22.02.1944, …) і медалями.